# Championnat du monde féminin de volley-ball des moins de 18 ans 1993
Navigation
Lisbonne 1991 Orléans 1995
Le 3e championnat du monde de volley-ball féminin des moins de 18 ans a eu lieu à Bratislava (Slovaquie) en 1993.

## Palmarès
| Classement         | Pays               |
| ------------------ | ------------------ |
| Médaille d'or      | Russie             |
| Médaille d'argent  | Japon              |
| Médaille de bronze | Corée du Sud       |
| 4e                 | Pérou              |
| 5e                 | Brésil             |
| 6e                 | Turquie            |
| 7e                 | Cuba               |
| 8e                 | République tchèque |
| 9e                 | Égypte             |
| 10e                | France             |
| 11e                | Mexique            |
| 12e                | Roumanie           |